# هيدرات
الهيدرات مصطلح يستخدم في الكيمياء اللاعضوية والكيمياء العضوية للإشارة إلى المواد التي تحتوي على ماء التبلور. تتباين الحالة الكيميائية للماء بشكل كبير بين أنواع الهيدرات، وبعض تم تسميته حتى قبل معرفة التركيبة الكيميائية الخاصة به.

## الطبيعة الكيميائية للهيدرات

### الكيمياء العضوية
في الكيمياء العضوية، يعرف الهيدرات بأنه المركب المكون من إضافة الماء أو عناصره إلى مركب آخر. فعلى سبيل المثال، يمكن اعتبار الإيثانول CH3-CH2-OH هيدرات للإيثلين CH2=CH2، وهو مكون من إضافة هيدروجين إلى إحدى ذرات الكربون وإضافة هيدروكسيد إلى ذرة الكربون الأخرى. ويمكن إزالة جزيئة الماء باستخدام حمض الكبريتيك. مثال آخر هو هيدرات الكلورال CCl3-CH(OH)2 والذي يتكون عن طريق تفاعل الماء مع الكلورال CCl3-CH=O.

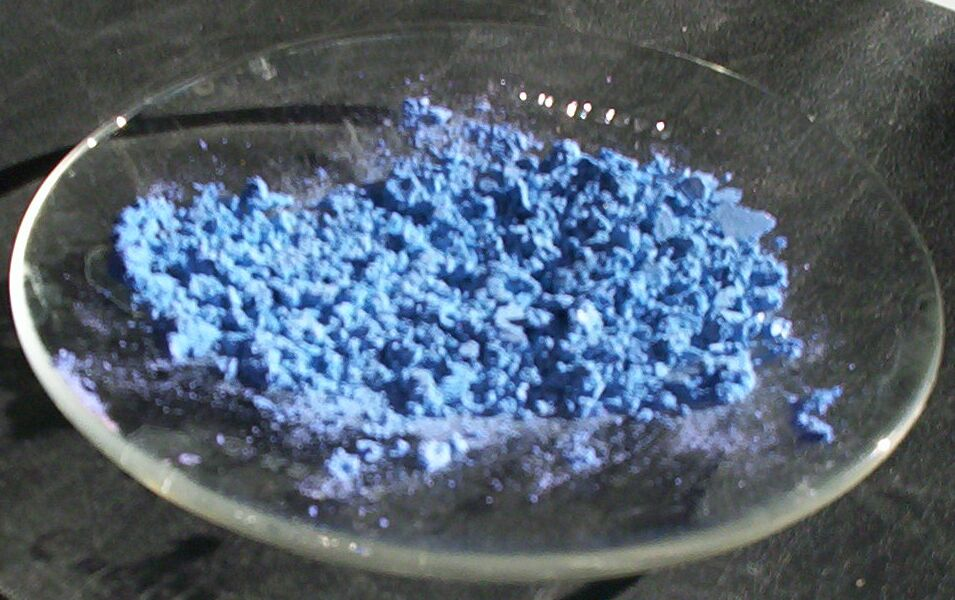
كلوريد الكوبالت اللامائي

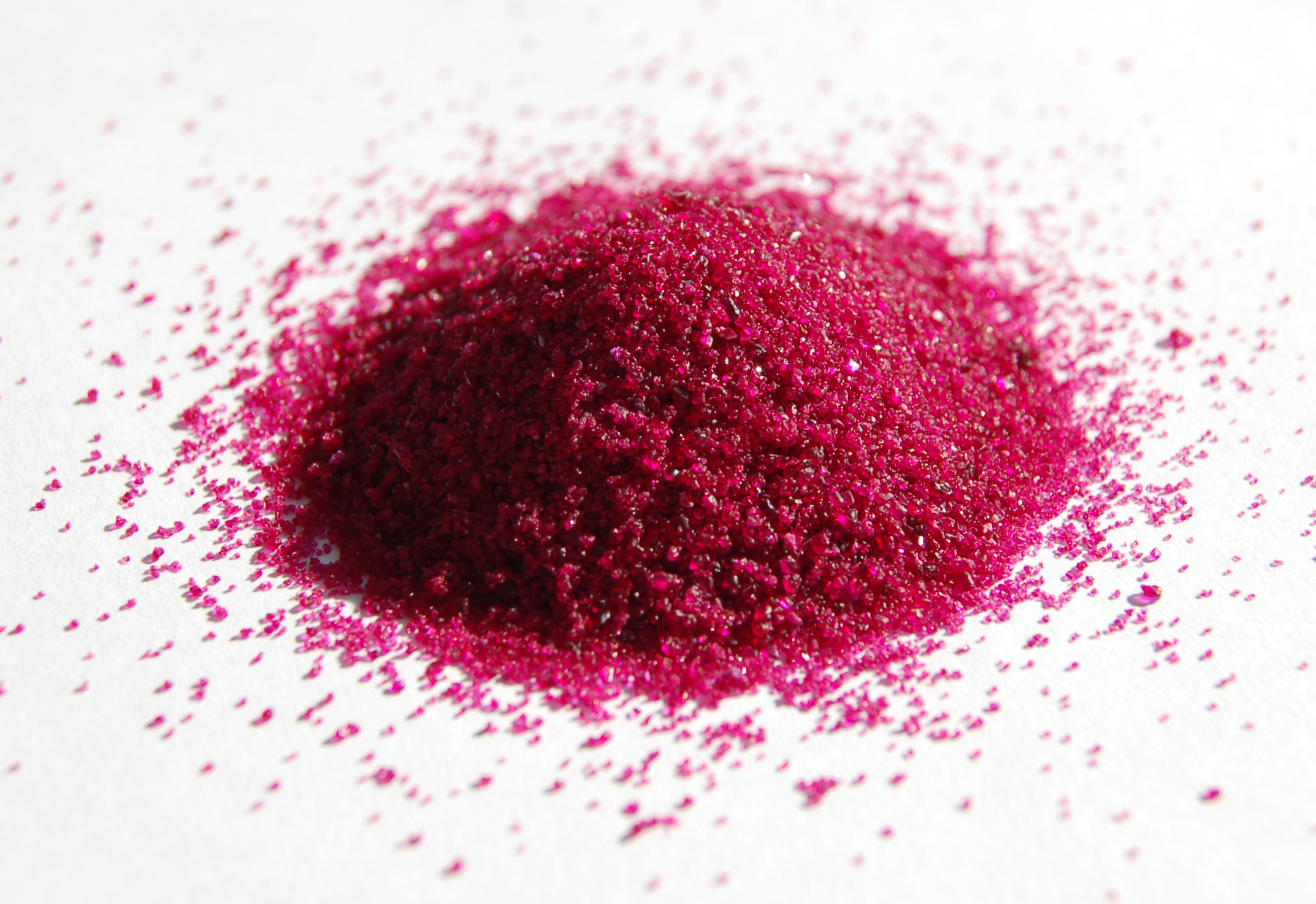
سداسي هيدرات كلوريد الكوبالت

### الكيمياء اللاعضوية
الهيدرات في الكيمياء اللاعضوية عبارة أملاح لاعضوية تحوي جزيئات ماء في بلوراتها بنسب معينة في تركيب البنية البلورية. يطلق على جزيئات الماء في هذه الحالة اسم ماء التبلور. في حال الحصول على شكل خالي من الماء للمركب يدعى بالشكل اللامائي.
يساهم دخول الماء في البنية البلورية إلى تغير نقطة الانصهار للمركب، وأحياناً يغير من لون المركب. مثال على ذلك كلوريد الكوبالت الثنائي، الذي يكون شكله اللامائي أزرق CoCl2، أما الشكل المائي من كلوريد الكوبالت الثنائي فيكون على شكل سداسي هيدرات Co(H2O)6Cl2، وهي ذات لون قرمزي.

## الماء الجاف
«الماء الجاف» (Dry water) شكل غير عادي «لسائل مسحوق»، هو مستحلب هواء وماء في قطرات ماء صغيرة، كل منها في حجم حبة الرمل، وتحاط بغطاء من السيليكا الرملي. يتكون الماء الجاف من 95% من الماء السائل النقي، ولكن السيليكا تمنع قطرات الماء من التجمع والتحول مرة أخرى إلى سائل. وبالتالي تصبح النتيجة مسحوق أبيض شبيه بشكل كبير لملح الطعام.

### اكتشافه
تم الحصول على براءة اختراع الماء الجاف لأول مرة في عام 1968 واختطفت فورا من قبل شركات مستحظرات التجميل لأنها تدخل ضمن تركيبة منتجاتهم. في عام 2006 أعيد اكتشافها مرة أخرى من قبل جامعة هل، المملكة المتحدة، ومنذ ذلك الحين تم تقييمها ودراستها لاستخدامها في المجالات الأخرى.
تصنيع الماء الجاف يعتبر سهل جدا، حيث يتم مزج الماء مع أجزاء السيليكا النانوية الكاره للماء باستخدام محرك مع قضيب تحريك ودفاعة تدور بسرعة 19,000 دورة في الدقيقة لمدة 90 ثانية، حتى تغطي قطرات الماء تماما.

### الاستعمالات
بعض الغازات عندما تمزج مع الماء الجاف تتحد مع الماء، ثم تحاصرها على شكل هيدرات غاز صلبة. وهذا يسهل إمكانية نقل الغازات المتفجرة مع تقليل مخاطر حوادث التفجير. ويجري حاليا النظر في استخدام الماء الجاف كعامل عزل ثاني أكسيد الكربون كي تحد من الغازات الدفيئة في الغلاف الجوي. ويعتقد العلماء أن الماء الجاف سيصبح مفيدا في المستقبل للمساعدة في مكافحة الاحترار العالمي لأنه تبين ان له القدرة على أمتصاص غاز ثاني أكسيد الكربون أكثر من الماء العادي بثلاث مرات على مدى فترة مماثلة من الزمن. ومن استخداماته أيضا نقل وتخزين المواد الخطرة. ويمكن استخدامه وسيلة للمركبات الطيارة، حيث تخزن داخل الماء الجاف وتستقر على شكل مسحوق، وبالتالي تسهل نقله. ويمكن أن يكون للماء الجاف استخدامات محتملة في بناء خلايا وقود السيارات بسبب قدرتها على تخزين وتثبيت كميات كبيرة جدا من الغازات والمواد الطيارة دون الربط بينها نهائيا. نظرا لطبيعة الماءالجاف فهو يصنف كمادة مازة. له العديد من الاستخدامات في المجالات التي تتطلب أو تستخدم المستحلبات.

## روابط خارجية
- 'Dry Water' Technology for Clean Chemistry Applications
- "Dry water" could be the next storage medium for dangerous chemicals
- DailyTech Article